# 孙家畈革命旧址
孙家畈革命旧址位于湖北省孝感市孝昌县花园镇牌坊村。是中国共产党湖北省委员会、湖北省人民政府和中国人民解放军湖北省军区成立时的旧址。
孝昌县花园镇孙家畈原是当地乡绅——孙氏家族聚居的村落。此处建筑为孙氏家族在晚清时期修建的徽派民居。房屋坐北朝南、平面呈长方形。房间均为三开间结构，进深35米，占地面积530平方米。
1949年5月，位于湖北鄂豫解放区、江汉解放区，以及河南桐柏解放区交汇处的花园镇成为中共政权在湖北的行政中心。5月10日，受李先念委托，王宏坤在花园镇孙家畈祠堂召开会议，宣布成立中国共产党湖北省委员会、湖北省人民政府和湖北军区的决定以及党、政、军领导人名单。5月20日，新成立的中国共产党湖北省委员会在花园镇召开全体干部大会，对外宣告成立中国共产党湖北省委员会、湖北省人民政府和湖北军区。
1949年5月至6月，湖北党政军三大机关主要领导生活、办公都在此处建筑内。前厅办公，后院生活。中共湖北省委宣传部、组织部等其他各机构则分散在周边各村。6月中旬，湖北党政军领导机关迁入武汉市。

## 文物保护情况
2002年11月7日，作为“小悟抗大十分校及孙家畈革命旧址”的子项被湖北省人民政府列为第四批湖北省文物保护单位。留存的建筑得以重新修葺保护。
其保护范围为：孙家畈革命旧址及周围一定范围。以旧址外墙为界，四周各向外平行延伸2米。
其建设控制地带为：以保护范围为界，四周各向外平行延伸50米。